# Tony Momrelle
Tony Momrelle (* 28. April 1973 in London), bürgerlicher Name  Anthony Momrelle, ist ein britischer Jazz-, Funk- und Soul-Sänger.

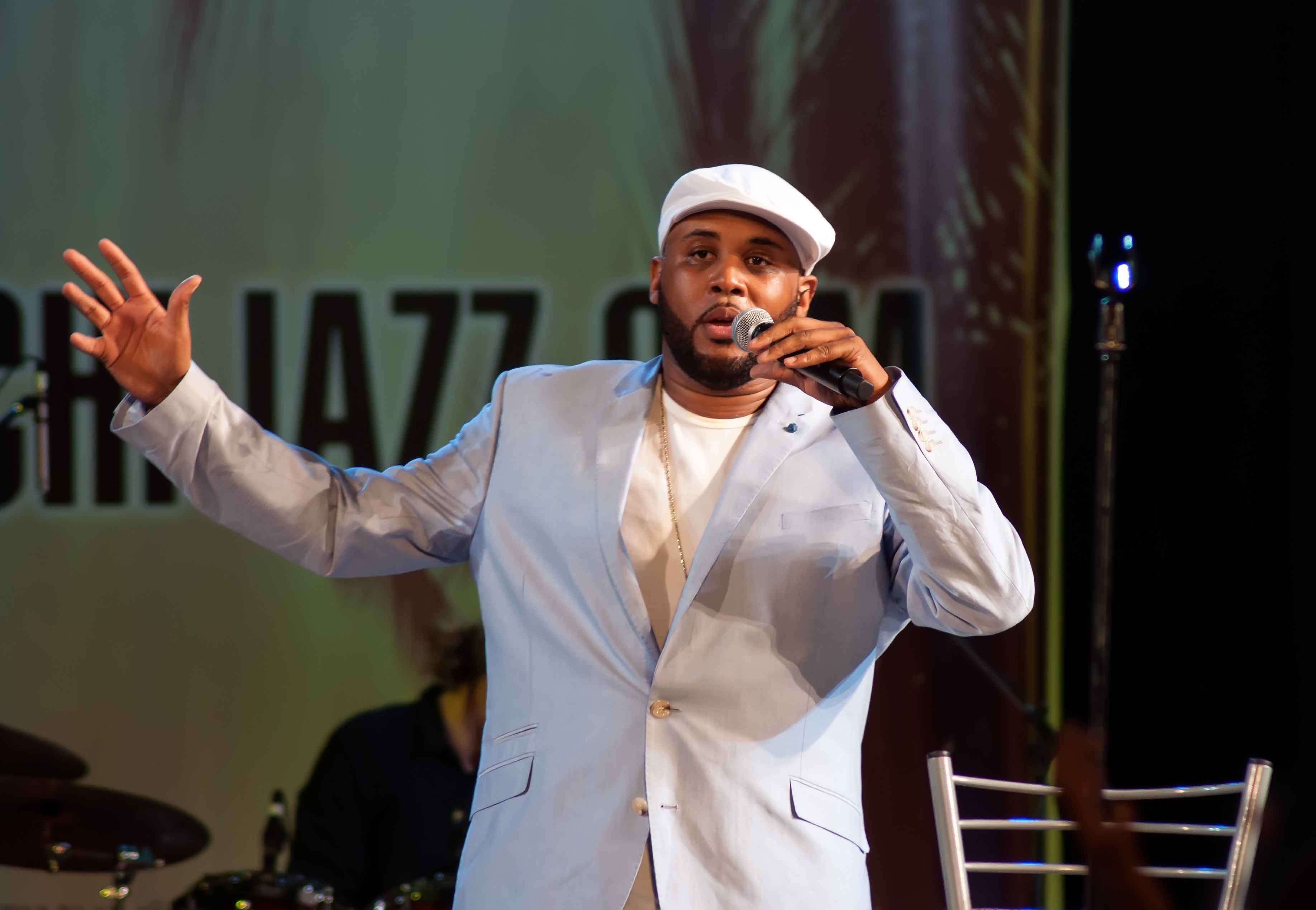
Tony Momrelle beim Sotschier Jazzfestival, August 2017.

## Leben
Tony begann im Alter von 8 Jahren aktiv mit Musik, indem er in der Kirche Gospel sang. Mit 13 Jahren rappte er in einer Hip-Hop-Band und mit 18 widmete er sich professionell dem Singen und dem Songwriting.
Dies führte schließlich zu Live-Auftritten mit Elton John, Gloria Estefan, Celine Dion, Janet Jackson, Sade, Gary Barlow, Andrea Bocelli, Gwen Stefani, Robert Palmer, Beautiful South, der Gospelmusikgruppe Seven und vielen weiteren bekannten Musikern.
Er war dann für 16 Jahre Lead-Sänger bei Incognito und sang auch bei den Bands Hope Collective, Militant Posture und Seven.
Im Laufe der Jahre hat Tony einige eigene Alben veröffentlicht und an vielen Alben von anderen Musikern  mitgewirkt, darunter Lovers Live von Sade und Life, Stranger Than Fiction von Incognito.
Im Jahr 2004 war er mit der Lungau Big Band für den Amadeus Austrian Music Award in der Kategorie Jazz/Blues/Folk-Album national für ihr Lied Soulmiles nominiert.

## Diskografie
Alben
- 1998: Freetime
- 2007: Message In The Music
- 2013: Fly (EP)
- 2015: Keep pushing[2]
- 2019: Best Is Yet To Come
- 2021: Lockdown Acoustic Sessions